# Rio Chisna
Rio Chisna é um rio centro-americano da Guatemala.